# Bilāspur (ort i Indien, Haryana)
Bilāspur är en ort i Indien.   Den ligger i delstaten Haryana, i den norra delen av landet, 190 km norr om huvudstaden New Delhi. Bilāspur ligger 306 meter över havet och antalet invånare är 10 709.
Terrängen runt Bilāspur är platt, och sluttar söderut. Runt Bilāspur är det tätbefolkat, med 459 invånare per kvadratkilometer. Närmaste större samhälle är Jagādhri, 15,2 km söder om Bilāspur. Trakten runt Bilāspur består till största delen av jordbruksmark.